# Colori (film)
Colori è film del 2004 diretto e prodotto da Cristiano Ceriello, con Sabrina Salerno e Tania Zamparo, 
Il film (col numero progressivo Dogma # 59) appartiene al gruppo di film che si ispirano al manifesto Dogma 95 dopo la chiusura dello stesso. 

## Trama
Sette storie legate tra loro solo attraverso i colori e le emozioni.

## Distribuzione
Il film fu presentato nel 2004 al Festival internazionale del cinema di Salerno e uscì nelle sale cinematografiche italiane il 19 novembre 2004.